# Đe

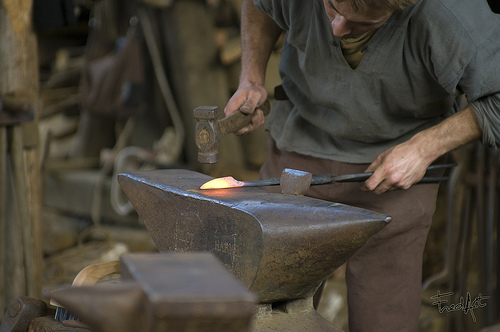

Đe là một khối với bề mặt cứng trên đó một vật khác được đập vào. Trong đa số trường hợp, đe được dùng làm công cụ rèn. Trước sự phát minh của các kỹ thuật hàn hiện đại, nó là một công cụ cơ bản của các thợ kim loại.